# Achatia evicta
Achatia evicta är en fjärilsart som beskrevs av Augustus Radcliffe Grote 1873. Achatia evicta ingår i släktet Achatia och familjen nattflyn. Inga underarter finns listade i Catalogue of Life.